# Halfordia kendack
Halfordia kendack är en vinruteväxtart som först beskrevs av Montr., och fick sitt nu gällande namn av André Guillaumin. Halfordia kendack ingår i släktet Halfordia och familjen vinruteväxter. Inga underarter finns listade i Catalogue of Life.